# Jej portret (film)
Jej portret – polski film psychologiczny z 1974 roku w reżyserii Mieczysława Waśkowskiego.

## Obsada
- Małgorzata Pritulak – Danka Wisławska
- Franciszek Trzeciak – urzędnik stanu cywilnego
- Henryk Hunko – dyrektor zakładu poprawczego
- Zdzisław Maklakiewicz – Henio, mąż Helenki